# 대구지산초등학교
대구지산초등학교는 대한민국 대구광역시 수성구 지산동에 있는 공립 초등학교이다.

## 학교 연혁
- 1953년 5월 7일 대구수성국민학교 지산분교장 발족(1학급 66명)
- 1956년 4월 1일 대구지산국민학교 개교
- 1956년 4월 1일 1~4학년 4학급 편성(227명)
- 1959년 3월 23일 제1회 졸업식(66명)
- 1991년 9월 2일 용지국민학교 786명(1~5학년) 이관
- 1992년 3월 1일 지봉국민학교 118명(2~6학년) 이관
- 1992년 10월 31일 범일국민학교 287명(1~6년), 범물국민학교 155명(1~6년) 이관
- 1996년 3월 1일 대구지산초등학교로 변경
- 1996년 10월 5일 아동급식소 개소
- 1997년 9월 10일 학교 방송실 설치
- 1998년 12월 28일 컴퓨터실습실 시설 (컴퓨터 586pc 38대)
- 1999년 5월 18일 본관 3층 1842.3 개축공사 완공, 과학실 설치
- 1999년 8월 5일 본관, 후관 사이 도복도 설치
- 1999년 10월 27일 "지산 동산" 조성 공사
- 2000년 9월 1일 학교 운동장 실수기 시설
- 2000년 9월 1일 학교망 설치
- 2002년 5월 10일 푸른학교 가꾸기 사업(수목식재)
- 2007년 3월 28일 꿈을 키우는 지산도서관 개관
- 2007년 7월 20일 지산교수학습도움센터 구축
- 2016년 2월 4일 제58회 졸업 (졸업생 46명, 졸업생 계 10,703명)
- 2016년 3월 1일 16학급 편성(특수 2학급 포함)
- 2017년 2월 15일 제59회 졸업(졸업생 50명, 졸업생 계 10,753명)
- 2017년 3월 1일 16학급 편성(특수 2학급 포함)
- 2017년 3월 1일 채정순 교장 부임

## 참고 자료
- 대구지산초등학교 - 한국교육학술정보원 학교알리미